# Black and White Burger
Black and White Burger ou BNW Burger est une chaîne de restauration rapide française.

## Histoire
Black and White Burger est lancée en 2018 à Paris par le vidéaste IbraTV,.
Fin 2021, la chaîne réalise plus de 12 millions d'euros de chiffre d'affaires.
En février 2022, l'entreprise emploie environ 200 personnes sur le territoire français.

### En France
En juin 2021, un restaurant ouvre à Strasbourg,. 
Un restaurant Black and White Burger ouvre à Marseille (quartier Bonneveine) en février 2022. En mars 2022, il compte 25 salariés.  

### En Belgique
Le premier restaurant Black and White Burger ouvre en février 2021 à Bruxelles. Le 24 juillet 2021, le quatrième restaurant belge de l'enseigne est inauguré à Liège.
Le 12 juin 2023, Black and White Burger devient la première chaîne de restauration à accepter le paiement en cryptomonnaie en Belgique.
En juin 2023, Black and White Burger compte 12 points de ventes en Belgique.

## Sponsors
Du 1er septembre au 31 décembre 2024, une collaboration a lieu avec l'organisation MMA (UFC), un burger appelé KO Burger a été créé pour cette collaboration.

## Polémique

### Accusation de mauvaises pratiques
En 2018, le premier restaurant est accusé par des vidéastes de servir des produits surgelés stockés à des températures trop hautes pour en assurer la bonne conservation. À la suite de cela, un proche d'IbraTV a menacé les vidéastes pour supprimer la vidéo qui dénonçait ces mauvaises pratiques : « On n'est pas des Français, on est des Ingouches, si tu supprimes pas, je te jure, t'auras des problèmes. » ; le proche en question assume avoir tenu ces propos en ajoutant néanmoins : « Je ne lui aurais jamais fait quelque chose. C'était tout un simplement un coup de pression, je voulais juste faire supprimer la vidéo diffamatoire. ». De son côté, IbraTV assure avoir porté plainte pour diffamation.